# Schlüechtli
Das Schlüechtli mit einer Höhe von 2283 m ü. M. ist der nördlichste und auch östlichste Gipfel der Signinagruppe zwischen Safiental und Valsertal im Schweizer Kanton Graubünden.
Aufgrund seiner vorgeschobenen Lage erscheint er von Nordosten (übliche Richtung des Ankommens im Vorderrheintal) den übrigen Gipfeln der Gruppe ebenbürtig. Der Gipfel ist jedoch von Tenna aus auf seiner Südseite via Tenner Chrüz leicht erreichbar. Das Tenner Chrüz ist der markante Absatz an der östlichen Flanke.
Vom Schlüechtli zieht sich ein langer Grat südwestlich zum Nolla mit 2384 Metern Höhe, dann folgt der Sattel auf 2260 Metern Höhe und danach der Aufschwung westlich zu den höheren Gipfeln des Piz Rieins (im Bild über dem Ballon).
Aufgrund seiner vorgesetzten Lage vermittelt der Gipfel eine gute Übersicht über das Rheintal in Richtung Ost und West und die darüber liegende Terrasse von Flims mit dem Schuttkegel des Flimser Bergsturzes und der Rheinschlucht.